# Chika Amalaha
Chika Joy Amalaha (sinh ngày 28 tháng 10 năm 1997) là một vận động viên cử tạ người Nigeria.

## Đại hội Thể thao Khối thịnh vượng chung 2014
Amalaha giành huy chương vàng ở hạng cân nội dung 53 kg nữ  tại Thế vận hội Khối thịnh vượng chung 2014 tại Glasgow, và lập kỷ lục mới ở Đại hội ở hạng 53 kg trong cả hai nội dung snatch và tổng thể.
Sau đó, cô đã thất bại trong một thử nghiệm ma túy, và tạm thời bị cấm tiếp tục Thế vận hội vào thứ ba ngày 29 tháng 7 năm 2014 sau khi Amiloride và Hydrochlorothiazide được tìm thấy trong mẫu A của cô. Mẫu B của cô sau đó đã được gửi đi xét nghiệm vào ngày hôm sau, kết quả dương tính với các chất bị cấm. Sau khi Commonwealth Games Federation (CGF) cuộc họp dự kiến với Amalaha vào thứ Sáu 1 tháng 8, năm 2014, cô được sau đó bị tước huy chương của mình  Kết quả là, Dika Toua vàng của Papua New Guinea đã được trao, Santoshi Matsa of India bạc và Swati Singh, cũng của Ấn Độ, đồng.
Amalaha sau đó đã nhận một lệnh cấm doping hai năm. Lệnh cấm kết thúc vào ngày 25 tháng 7 năm 2016.